# Olaf Groehler
Olaf Groehler (né le 28 avril 1935 à Berlin et mort le 27 décembre 1995 dans la même ville) est un historien militaire allemand en RDA. Son principal domaine de travail est l'histoire de la guerre aérienne entre 1914 et 1945.

## Biographie
En 1953, il obtient son diplôme d'études secondaires. De 1953 à 1957, il étudie l'histoire à l'Université Humboldt de Berlin. Il travaille ensuite comme rédacteur en chef chez un éditeur. À partir de 1960, il est membre du personnel de l'Académie des sciences. En 1964, il obtient son doctorat sur la préparation politique et militaire britannique et américaine pour le deuxième front. En 1971, il obtient son habilitation sur le même sujet. En 1983, il est nommé professeur d'histoire allemande à l'Académie des sciences. Il y devient chef du département d'histoire allemande de 1917 à 1945 à l'Institut central d'histoire. De 1985 à 1990, il est directeur adjoint de l'Institut central d'histoire.
Après 1990, il travaille au centre de recherche sur les études historiques contemporaines à Potsdam jusqu'en 1994, date à laquelle son travail en tant qu'employé non officiel de la Sûreté de l'État devient public. Sa biographie de l'entrepreneur aéronautique Hugo Junkers reste inachevée après sa mort.

## Publications
- Die Haltung der herrschenden Kreise der USA, Großbritanniens und Deutschlands zur politischen und militärischen Vorbereitung der zweiten Front 1943–1944. Berlin 1964 [= Humboldt-Universität, Philosophische Fakultät, Dissertation 1964].
- Die Kriege Friedrichs II. Deutscher Militärverlag, Berlin, 1968.
- Geschichte des Luftkriegs 1910–1970. Militärverlag, Berlin 1975 (8. Auflage 1990).
- Das Ende der Reichskanzlei. (Illustrierte historische Hefte (de): Heft 1), Deutscher Verlag der Wissenschaften, Berlin 1976, DNB 770038891.
- Der Koreakrieg 1950 bis 1953. Das Scheitern der amerikanischen Aggression gegen die KDVR. Militärverlag, Berlin  1980
- Der lautlose Tod. Einsatz und Entwicklung deutscher Giftgase von 1914 bis 1945. Rowohlt, Reinbek bei Hamburg 1989,  (ISBN 3-499-18738-8).
- (mit Helmuth Erfurth): Hugo Junkers. Ein politisches Essay. Militärverlag, Berlin 1989,  (ISBN 3-327-00677-6).
- Bombenkrieg gegen Deutschland. Akademie-Verlag, Berlin 1990,  (ISBN 3-05-000612-9).
- mit Ulrich Herbert: Zweierlei Bewältigung. Vier Beiträge über den Umgang mit der NS-Vergangenheit in den beiden deutschen Staaten. Ergebnisse, Hamburg 1992,  (ISBN 978-3-87916-020-4).
- Der strategische Luftkrieg und seine Auswirkungen auf die deutsche Zivilbevölkerung. In: Luftkriegsführung im Zweiten Weltkrieg. Ein internationaler Vergleich. Im Auftrag des Bureau de recherche historique militaire hrsg. von Horst Boog (de). Mittler, Herford–Bonn 1993 S. 329–349,  (ISBN 3-8132-0340-9).